# Yuko Sano
Yuko Sano (26 de julho de 1979) é um jogadora de voleibol japonesa.
Com 1,59 m de altura, Sano é capaz de atingir 2,6 m no ataque e 2,5 m quando bloqueia.

## Carreira
Sano disputou o Campeonato Mundial de Voleibol Feminino de 2010, realizado no Japão, no qual a seleção de seu país.terminou na terceira colocação.É conhecida por ser uma das maiores jogadoras da posição de líbero do vôlei mundial 